# Sypna nigrifascia
Sypna nigrifascia là một loài bướm đêm trong họ Erebidae.